# Carlos Andrade Moscoso
Carlos Andrade Moscoso (Quito, 1899 - 1963), más conocido con el seudónimo Kanela, fue un caricaturista ecuatoriano.
Debido a la posición liberal de su familia tuvo que abandonar los estudios secundarios a los 15 años y emplearse como calígrafo del Senado del Ecuador. Recibió el apodo de Kanela, que eventualmente se convirtió en su seudónimo, por el color rojizo de su cabello. En 1918 fundó la revista semanal Caricatura, también realizó colaboraciones en las revistas Zumbambico, Cocoricó y Hélice, además del diario Últimas noticias.
Realizó ilustraciones de varias obras literarias, entre las que se cuenta la portada de Poemas íntimos (1921), de Augusto Arias, y la contratapa de la novela Débora (1927), de Pablo Palacio.
Trabajó durante 30 años en el Ministerio de Educación, siendo retirado de la institución en 1950 por el ministro Carlos Cueva Tamariz. Continuó dibujando caricaturas hasta que le fue imposible a causa de la artritis y el uso de cortisona. Falleció en 1963 por complicaciones producidas por la hemofilia que padecía.